# Revuelta de los Streltsí de 1698

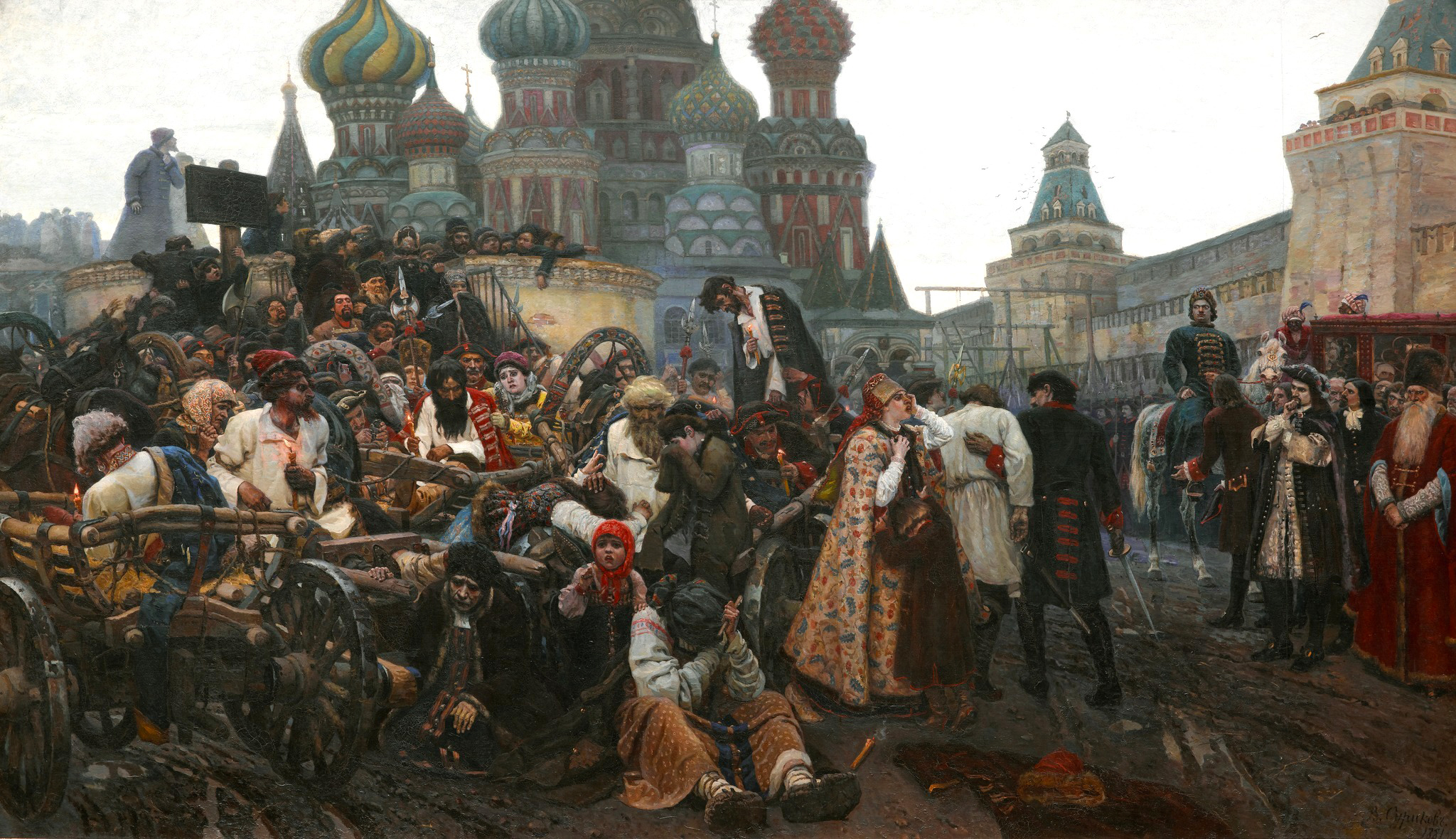
Vasili Súrikov, La mañana de la ejecución de los streltsí, 1881.

La revuelta de los streltsí de 1698 (del ruso: Стрелецкий бунт 1698 года) fue una revuelta de los regimientos de streltsí de Moscú durante la ausencia de Pedro I el Grande por su Gran Embajada de 1698. Cuatro de los regimientos, liderados por Fiódor Kolzakov, Iván Chorni (Chamorsa), Afanasi Chubárov y Tijón Gundertmark (en total unos 2 200 soldados), se rebelaron tras ser trasladados en 1697 a Velíkiye Luki —en lugar de a Moscú—, en la frontera noroccidental, tras su participación en las Campañas de Azov de 1695-1696. Las causas de la rebelión sugeridas usualmente por los historiadores han sido la dureza de las marchas (pasando hambre y teniendo que llevar a cuestas a los oficiales ante la ausencia de caballos), el escaso salario, el alejamiento de las familias y la promoción de oficiales extranjeros a los rangos militares superiores.
Sin embargo, la revuelta no sólo era motivada por los aspectos socioeconómicos, sino que tenía un cariz político: de acuerdo a varios certificados y documentos, los streltsí pretendían entronizar a Sofía Alekséyevna Románova, hermana de Iván V y Pedro I (de éste, hermana de padre) que había gobernado como regente durante su minoría de edad.
La insurrección fue aplastada por el ejército gubernamental bajo el mando de Franz Lefort y Patrick Gordon. Los coletazos de la rebelión duraron hasta 1707 y, como consecuencia de ella, fueron ajusticiadas más de mil personas. Sofía, que había participado ya en la revuelta de 1682, fue definitivamente destituida del poder y forzada a tomar los hábitos de monja en el monasterio Novodévichi.

## Antecedentes

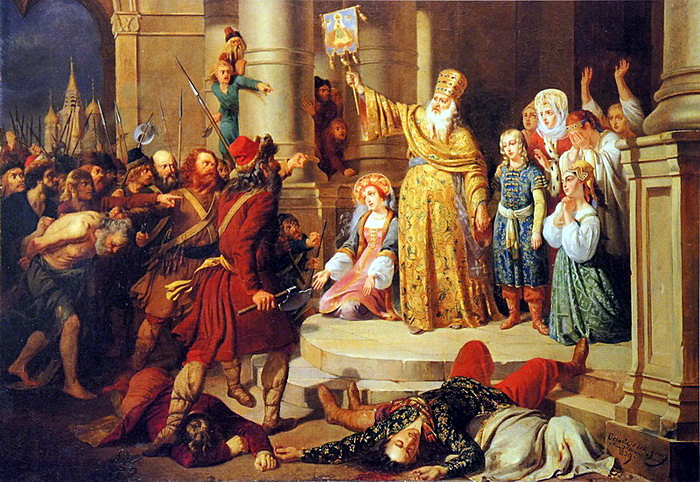
Octavie Rossignon, El zar Pedro Alekséyevich en los tiempos de la revuelta de los Streltsí en el Kremlin de Moscú, 15 de mayo de 1682, 1839.

### Crisis dinástica
La lucha entre los clanes de boyardos y la intervención de los estamentos militares en la política del Estado en 1682 tras la muerte del joven zar Teodoro III condujo a una crisis dinástica. El trono debía pasar a uno de los hermanos de Teodoro: a Iván, de 16 años —hijo de la zarina María—, o Pedro, de 10 años —hijo de la zarina viuda Natalia. En la Duma de los Boyardos, que vio reforzada su influencia, competían dos partidos: los partidarios de María y los partidarios de Natalia.
En la proclamación como zar de uno de los hermanos influyó el patriarca Ioakim, que apoyó a los partidarios de Natalia y declaró a Pedro como  futuro gobernante. Para María, la elección de Pedro podía significar la pérdida de privilegios y poder. La hija del zar, Sofia Alekséyevna, hermanastra de Pedro por parte de padre, se aprovechó del descontento de los streltsí (arcabuceros) por la demora en el pago de los salarios y la arbitrariedad de los mandos, apoyó a los partidarios de María e Iván junto a los boyardos Vasili Golitsin e Iván Jovanski, y ejerció un papel activo en la revuelta de los streltsí de 1682, también conocida como Jovánshchina.
Como resultado de esta revuelta en Moscú se confirmaron los derechos de los descendientes de María, declarándose a Sofía como regente por la débil salud de Iván y la minoría de edad de Pedro, que junto con su madre Natalia, hubo de trasladarse a Preobrazhénskoye, al este de Moscú, residencia de campo del zar Alejo. Sofía era auxiliada en el ejercicio del gobierno por su socio en la revuelta, el jefe del prikaz de los strelstsí, Fiódor Shakloviti. La regencia de Sofía en el reinado nominal de Iván V y Pedro I se mantuvo durante siete años, hasta 1689. El matrimonio de Pedro con Eudoxia Lopujiná el 27 de enero de ese año privó a Sofía el derecho a la custodia legal sobre su hermano menor, y por ello fue destituida del poder.

### Situación de los regimientos destreltsí

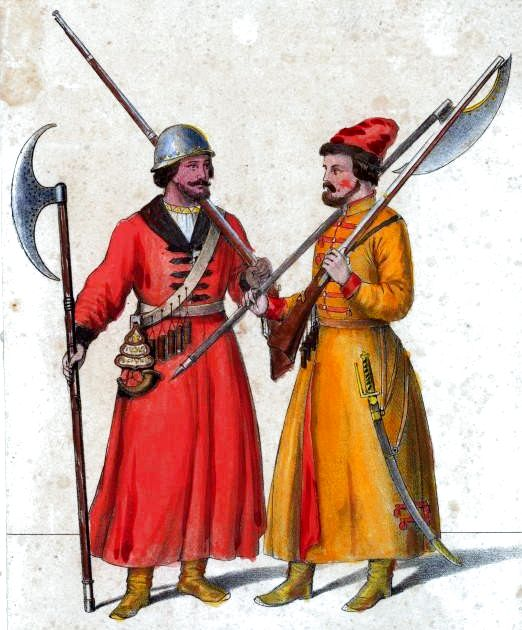
Streltsí en una ilustración del.

El ejército de streltsí o arcabuceros estaba compuesto por unidades de infantería y formaba el primer ejército regular de Rusia desde mediados del siglo XVI. Los streltsí de Moscú se encontraban en una posición privilegiada -eran comparados con los jenízaros otomanos-, como unidad especial de las fuerzas armadas del zar. En las últimas décadas del siglo XVII, los streltsí participaron activamente en los procesos políticos y se enfrentaron con frecuencia a las decisiones del gobierno. La revuelta de los streltsí de 1698 fue la última de este tipo del siglo, y está relacionada con otros episodios protagonizados por los streltsí (revuelta de 1682) y los acontecimientos de la política interior rusa de finales del siglo XVII e inicios del XVIII. Estos hechos influyeron en la decisión de Pedro I de disolver el regimiento de streltsí y comenzar a formar fuerzas regulares militares subordinadas por completo al soberano.
Los streltsí vivían en arrabales especiales (slobodá), principalmente en Zamoskvorechie, y constituían una categoría social muy acomodada. Además de recibir un salario, tenían derecho a ocuparse en la artesanía y el comercio, sin las obligaciones de los habitantes de un posad. Las transformaciones que llevó a cabo Pedro I estaban enfocadas hacia la eliminación de los privilegios anteriores de los streltsí, aspirando a convertir a los "jenízaros rusos" en soldados obedientes al poder estatal.

### Participación de losstreltsíde Moscú en las Campañas de Azov

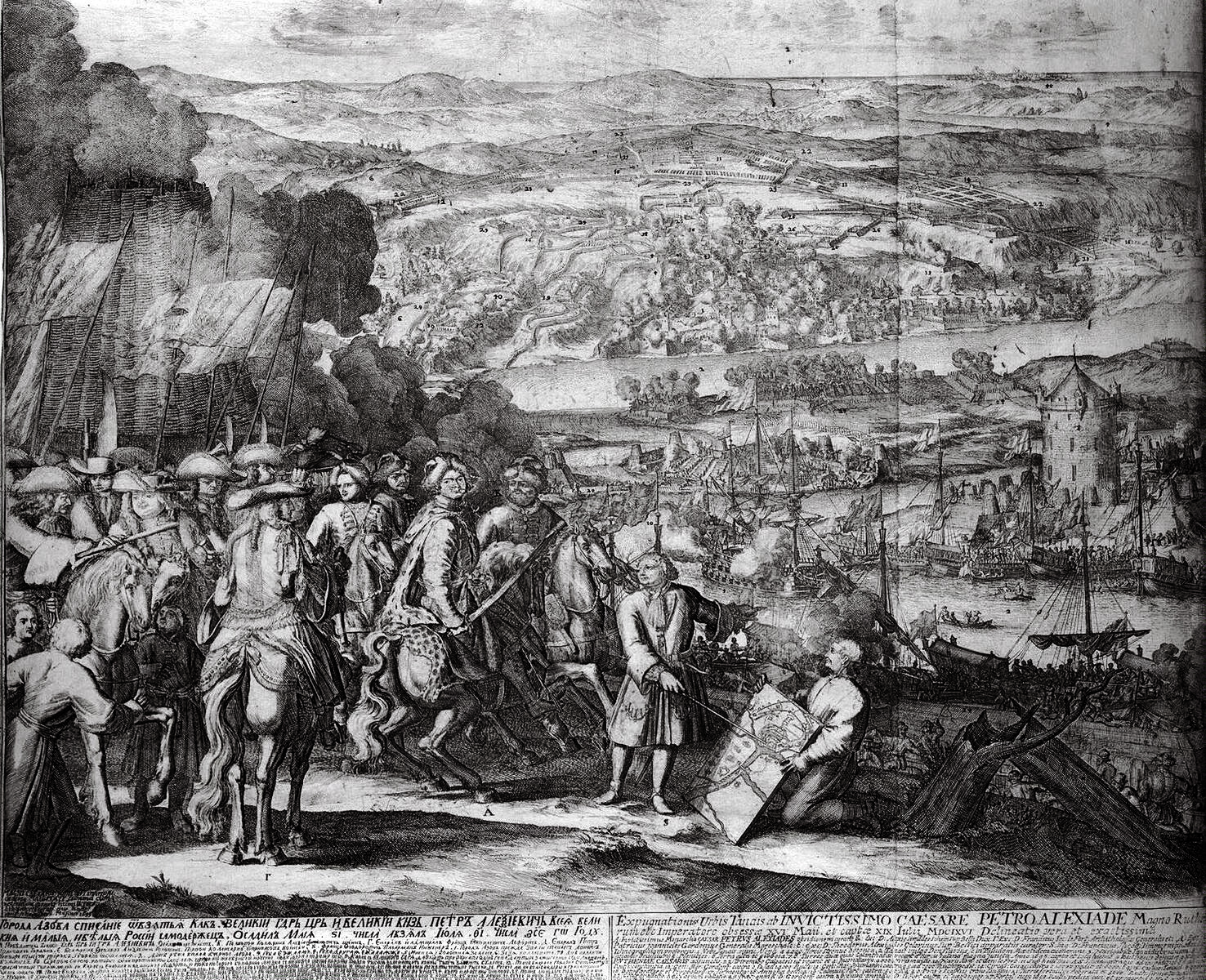
Batalla de Azov, grabado. Adriaan Schoonebeek. El zar Pedro I y el voivoda Alekséi Shein, 1699.

En las filas del ejército gubernamental que fue enviado bajo el mando de Franz Lefort y Patrick Gordon a las Campañas de Azov había doce regimientos de streltsí (en la de 1695), y trece en la de 1696. Se quejaron ante el generalísimo Alekséi Shein de que en la campaña de 1695 Lefort les colocaba en los lugares más peligrosos de las batallas.
Tras la captura de la ciudad, cuatro de los regimientos fueron dejados como guarnición en la fortaleza. Se encargó a los strelstsí defender la zona de los contrataques otomanos, trabajos de restauración de las instalaciones destruidas durante el asedio y la construcción de nuevas fortificaciones. En verano de 1697, los cuatro regimientos, bajo el mando de Fiódor Kolzakov, Iván Chorni (Chamorsa), Afanasi Chubárov y Tijón Gundertmark, en lugar de regresar a Moscú fueron enviados a Velíkiye Luki para defender la frontera con Polonia-Lituania. El traslado de los soldados fue enormemente penoso, teniendo que cargar los cañones y remar en el paso de ríos. El Tesoro del Estado estaba exhausto y los salarios eran pagados irregularmente, a pesar de serles exigido un servicio duro y prácticamente sin descanso.
Muchos streltsí estaban molestos con el servicio, largo y lejos de casa. No pudieron regresar en varios años a Moscú, habiendo dejado allí familias y negocios. Especialmente causaba molestia el nombramiento de oficiales extranjeros en los más altos rangos militares. Como afirma el historiador soviético Víktor Bugánov, 

Las razones para el descontento de los streltsí, como en 1682, eran más que suficientes. El peso de las campañas, las grandes pérdidas en asedios y asaltos a las fortificaciones de Azov, la desconfianza hacia los comandantes -muchos extranjeros-, el hambre, el frío y otras privaciones, la insuficiencia extrema de los salarios, el aislamiento de sus familias y de sus oficios, que eran un alivio en el sustento de las mismas.

## La revuelta

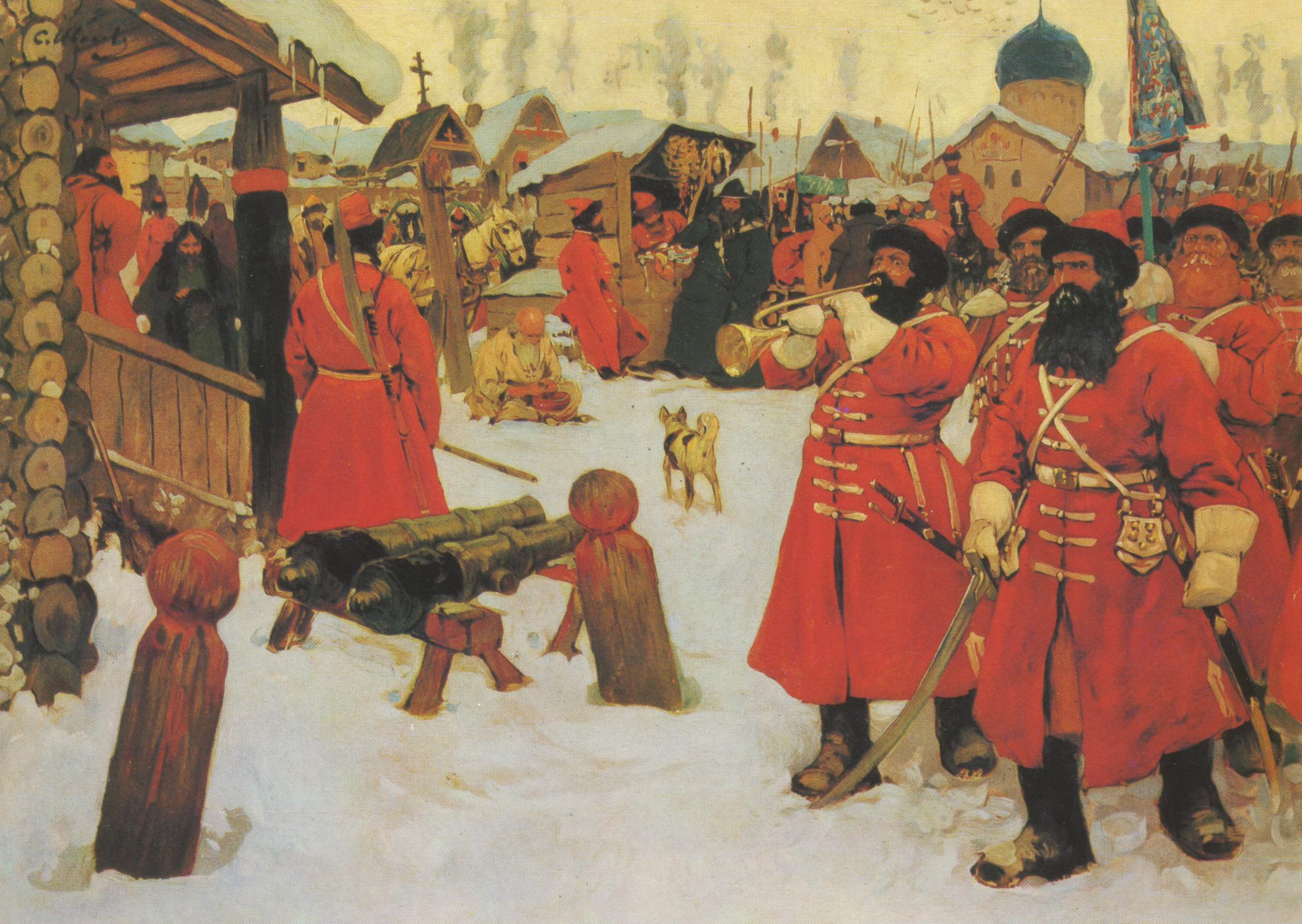
Serguéi Ivanov, Streltsí. 1907.

### Acontecimientos principales

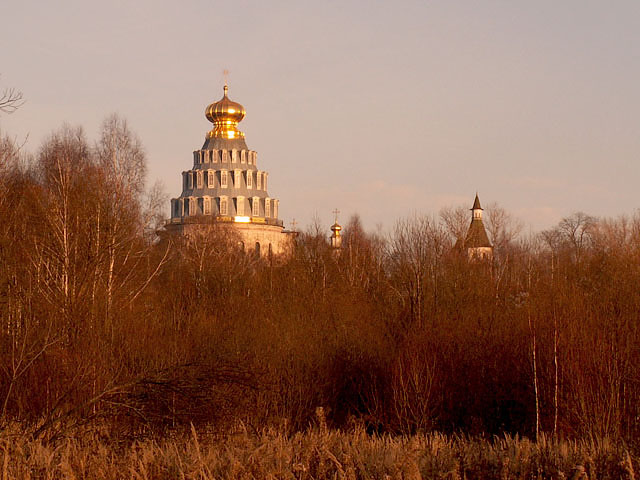
Vista del Monasterio de la Nueva Jerusalén desde el río Istra.

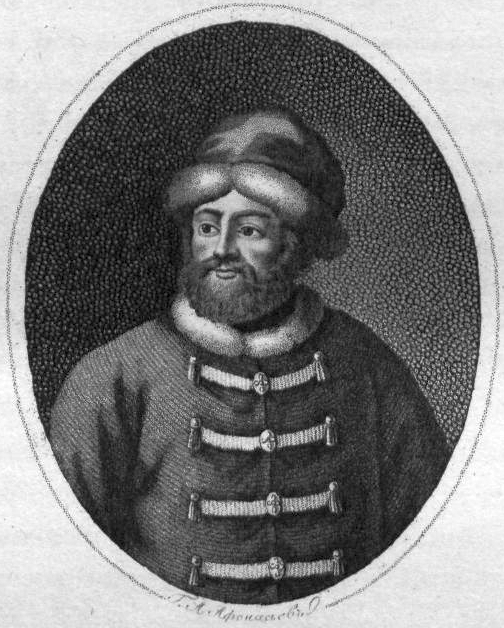
A. G. Afonasiev, Alekséi Shein, 1821.

El descontento creció entre las filas de los regimientos de streltsí enviados al noroeste. La ausencia en el Estado de Pedro I, que en 1697-1698 viajó al extranjero como parte de su Gran Embajada, agravó la situación. En su lugar, Pedro dejó al cargo de la situación al príncipe-césar Fiódor Romodánovski.
En marzo de  1698 llegaron a Moscú 175 streltsí que habían desertado de los regimientos de Velíkiye Luki. Alegaron ante las autoridades de Moscú que muchos de sus compañeros de armas padecían escasez de alimentos y que habían sido enviados para reclamar el pago de los salarios. Presentaron su reclamación al encargado del prikaz de los streltsí, el boyardo Iván Troyekúrov. De la carta que Romodánovski envió al zar informándole de las reclamaciones de los streltsí se colige que los salarios atrasados fueron pagados, pero los streltsí se negaron a abandonar Moscú hasta que se hubieran secado los caminos, quejándose de las cargas del servicio, la opresión a la que se les sometía y la mendicidad a la que se veían abocados.
El boyardo Troyekúrov ordenó a los streltsí seleccionar a cuatro representantes para las negociaciones. Durante las mismas, Troyekúrov ordenó arrestar a los representantes, pero una muchedumbre partidaria de los arcabuceros lo impidió en el patio de la casa del boyardo. Los streltsí respondieron dando un plazo de dos días a Troyekúrov para el pago de los salarios de pan, afirmando que si no se cumplía sacarían a la calle a los boyardos y los maltratarían. El episodio revela la animadversión de los streltsí hacia algunos boyardos de Moscú.
Los streltsí se atrincheraron en sus slobodás, intentando establecer contactos con la zarevna Sofía, encerrada en el Monasterio Novodévichi. El 4 de abril de 1608 se envió contra los streltsí a soldados del regimiento Semiónovski, que con ayuda de los habitantes del posad forzaron a los primeros a abandonar la capital. Entre ellos empezaron a circular dos cartas escritas por Sofía en las que llamaba a los regimientos a la revuelta y al derrocamiento del zar Pedro. La autenticidad de las mismas nunca fue confirmada. Asimismo, entre el ejército comenzó a extenderse el rumor de que Pedro se había germanizado, renunciando a la fe ortodoxa, o de que había muerto en Europa.
A finales de mayo, cuatro de los regimientos de streltsí fueron trasladados de Velíkiye Luki a Toropets, donde se hallaba la residencia del voivoda Mijaíl Rodománovski. Ante la negativa de los streltsí de entregar a los fugitivos, el voivoda hizo salir al regimiento de palacio en formación de combate y lo instaló en el camino a Moscú. El 6 de junio, todos los regimientos de streltsí se reunieron a orillas del Dvina y Artemi Maslov, del regimiento de Chubárov, leyó a todos la carta de Sofía Alekséyevna que les instaba a acudir a Moscú. El 9 de junio, el diplomático alemán Johann Korb, que residía en Moscú, refleja en sus anotaciones que había llegado a la ciudad el rumor de la revuelta de los streltsí, causando un terror generalizado.
Así pues, a principios de junio, los streltsí tomaron el camino de Moscú, destituyeron a sus comandantes y eligieron cuatro representantes por regimiento. El 11 de junio, Fiódor Romodánovski informaba por carta al zar y este le respondía autorizándole a aplastar la rebelión. Los sublevados (unos 2 200 hombres), se enfrentaron a cuatro regimientos de infantería (Preobrazhenski, Semiónovski, Lefórtovski y Butyrski), artillería y uno de caballería, bajo el mando de Patrick Gordon, Alekséi Shein y e Iván Koltsov-Mosalski, siendo derrotados junto al Monasterio de la Nueva Jerusalén, a orillas del río Istra, 40 km al oeste de Moscú. Tras pasar el revista el 14 de junio junto al río Jodynka, las tropas gubernamentales salieron de Moscú para hallar a los sublevados junto al monasterio el 18 de junio, previamente ocupado el día anterior por las tropas de Anikita Repnín. Se dieron negociaciones por ambas partes, según registra Iván Zheliábuzhski en sus Zapiski, afirmando los sublevados que irían a Moscú a reclamar por sus necesidades, no a pelear, mientras que Gordon les recriminaba su falta de fidelidad. Los sublevados pedían ir a Moscú a reunirse con sus familias por unos días y luego partir al destino que quisiera el gobierno, pero los comandantes zaristas no lo han aceptado, dando comienzo a la batalla. La superioridad numérica, la posesión de artillería y la eficiencia del mando de las tropas gubernamentales decantaron de su lado el resultado de la batalla, que duró aproximadamente una hora. Los streltsí cautivos fueron encerrados temporalmente en los calabozos del monasterio. Entre sus filas hubo 20 muertos y 40 heridos, mientras que en las del gobierno fueron heridos cuatro soldados.

## Consecuencias

### Ejecución de losstreltsí

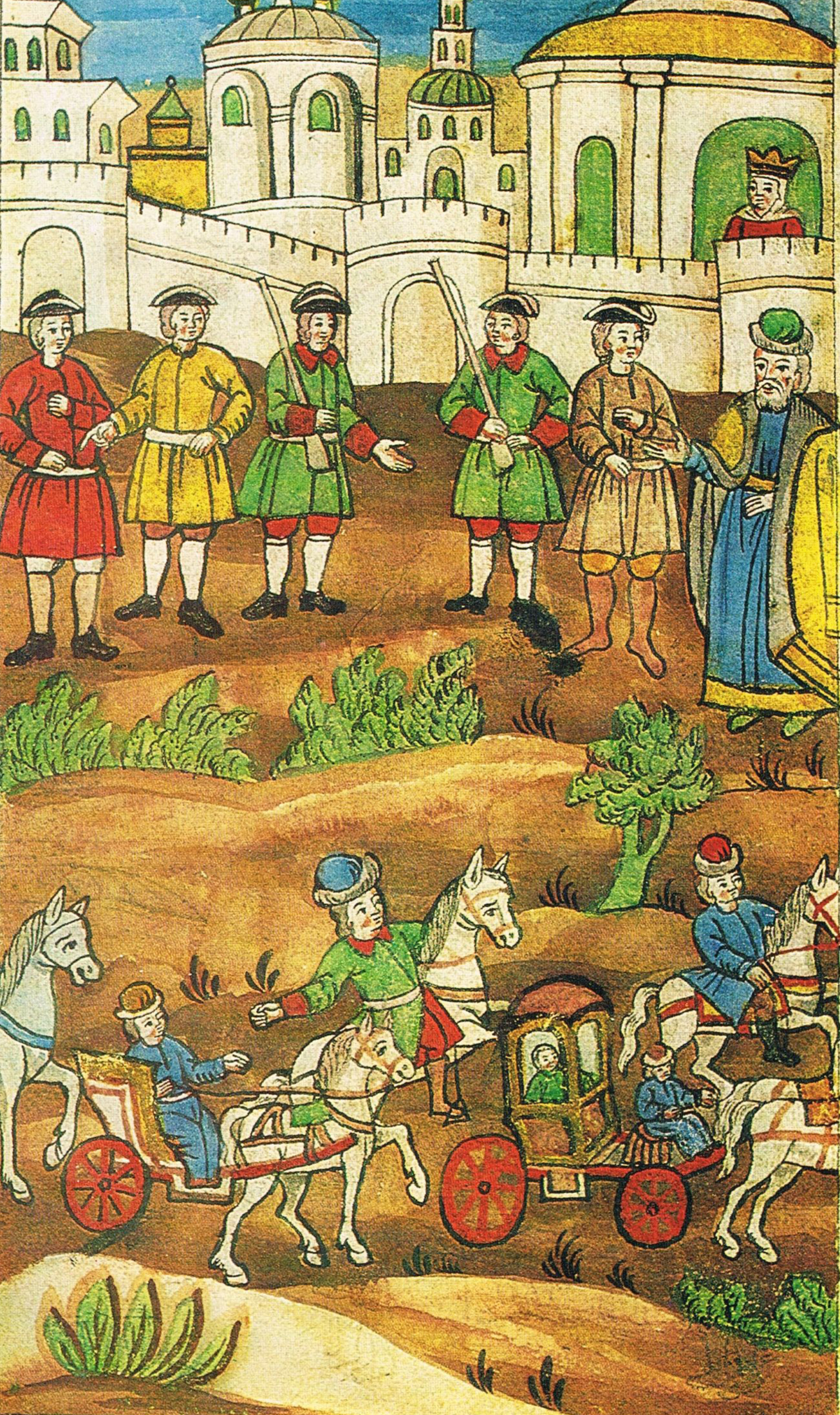
Piotr Kriokshin, Historia de Pedro I - Arresto de la zarevna Sofía en el monasterio Novodévichi en 1689. Miniatura, mediados del.

Las primeras etapas del proceso contra los sublevados se dieron inmediatamente después de la batalla, siendo ajusticiados junto al monasterio por orden de Shein los primeros 56 principales instigadores de la revuelta entre el 22 y el 28 de junio de 1698. 74 fugitivos fueron enviados a Moscú. 140 soldados fueron castigados con el knut y exiliados, y 1 965 cautivos fueron enviados a diversas cárceles y monasterios. Sin embargo, al regreso de Pedro I el 25 de agosto, no se mostró satisfecho con la apresurada pesquisa realizada por Shein y Romodánovski, iniciándose el 17 de septiembre, onomástico de Sofía, una nueva investigación, que se prolongaría durante 1699 y 1700.
Fueron interrogados las esposas, hermanas y demás parientes de los arcabuceros. También se sometió a interrogatorios y torturas a las criadas de la zarevna Sofía. Pedro estaba convencido de la culpabilidad de su hermanastra, participando personalmente en el interrogatorio de Sofía. Sin embargo, no reconoció su culpa y tampoco se encontró la supuesta carta en la que apoyaba la rebelión. Sofía fue devuelta al monasterio Novodévichi, donde moriría en 1704. Las celdas de Sofía y de Eudoxia Lopujiná, primera esposa de Pedro, se conservan aún en el monasterio.
La ejecución de los streltsí se inició en Moscú el de 10 de octubre de 1698. Fueron ajusticiados más de mil streltsí y unos seiscientos fueron torturados con el knut, marcados y exiliados. Pedro I cortó personalmente la cabeza a cinco de los prisioneros. Los cuerpos de los ajusticiados fueron dejados en el lugar de la ejecución durante cinco meses y tres de los cadáveres fueron colgados junto a la ventana de Sofía en el monasterio con sus "peticiones" a la zarevna en la mano.
Según la tradición, Pedro I quiso otorgar una gran solemnidad a la ejecución para causar temor. Ordenó que se trasladara a los streltsí en trineos negros adornados con cintas negras. Los prisioneros serían conducidos al cadalso en parejas, con velas encendidas en las manos. Los caballos debían de ser también negros y los cocheros debían llevar atuendos de ese color. Así son representados en la pintura de Vasili Súrikov, La mañana de la ejecución de los streltsí.
A las familias de los streltsí ajusticiados se las exilió de Moscú, y se prohibió el darles alimento o trabajo, condenándolas a muerte de una manera indirecta. Los alojamientos de los streltsí en Moscú, fueron destruidos o vendidos por el prikaz de los streltsí. Entre los compradores de estos terrenos estuvieron los principales hombres de estado de la época de Pedro I: Aleksandr Menshikov, Borís Sheremétev, o el conde Fiódor Golovín. Otros terrenos fueron adjudicados a otros prikaz y a funcionarios. Parte de las tierras se repartieron entre miembros de los regimientos de la guardia y otras fueron compradas por clérigos, comerciantes, artesanos y guardias.
Las últimas consecuencias y ejecuciones relacionadas con la revuelta se dieron en 1707, con la ejecución de Artemi Maslov, quien había leído la supuesta carta de Sofía a los streltsí en 1698. Los 16 regimientos de streltsí o arcabuceros fueron disueltos entre finales el siglo XVII y comienzos del XVIII, sus integrantes fueron degradados al rango de soldados regulares y fueron destinados, junto con sus familias, a otras ciudades fuera de Moscú, como habitantes de posad. En 1699 se realizó una reforma militar que establecía la sustitución del ejército de streltsí por el ejército regular, subordinado al gobierno

## Historiografía

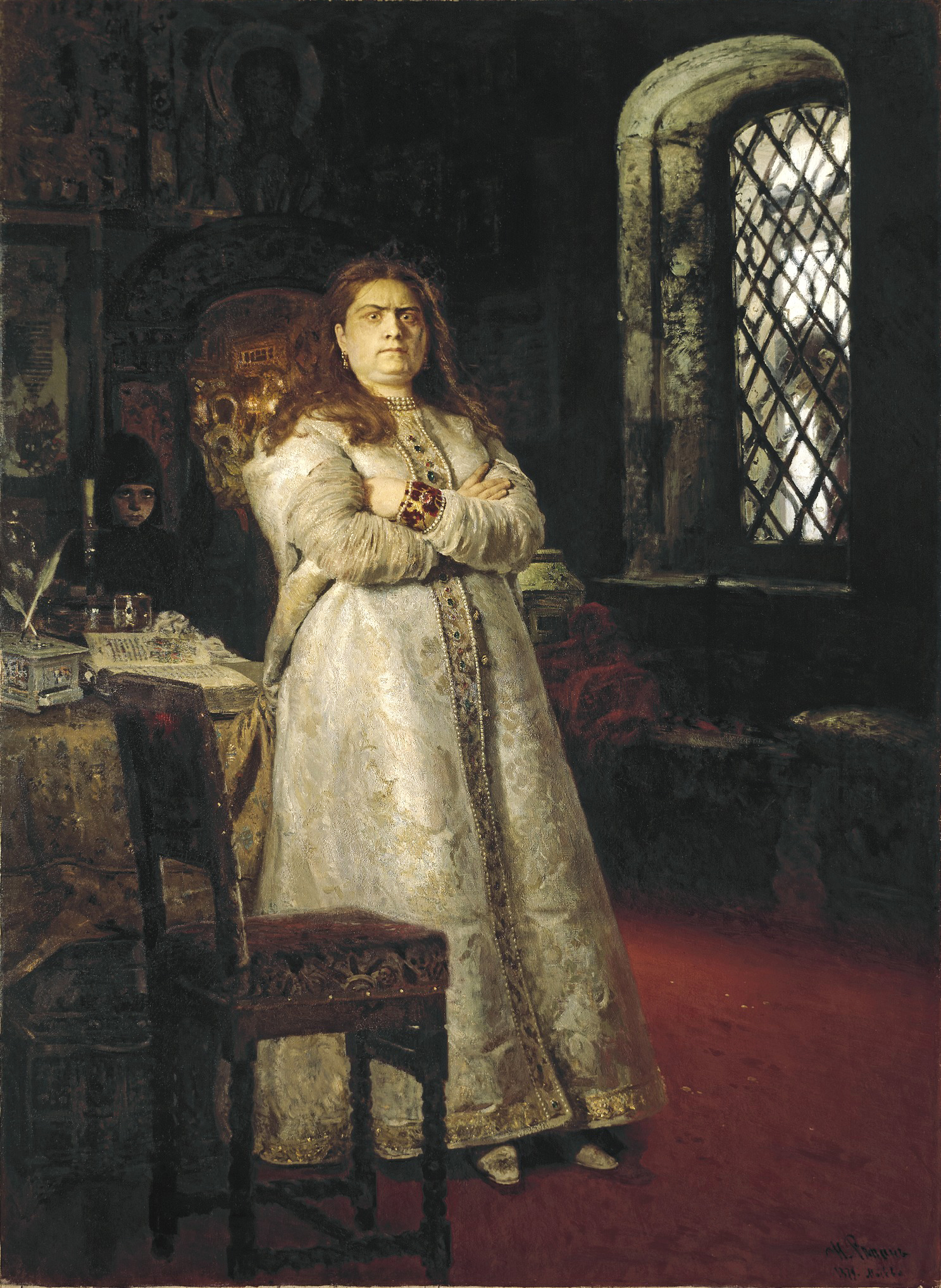
Iliá Repin, La gran princesa Sofía Alekséyevna en el monasterio Novodévichi (1879).

En general, no hay un acuerdo en como representa la historiografía los acontecimientos que causaron la revuelta de los streltsí de 1698. Para algunos investigadores, la causa fue la carga de los servicios exigidos a los arcabuceros en ciudades fronterizas, las extenuantes marchas, y la opresión por parte de los mandos. Sin embargo, para los autores que la relataron durante el reinado de Pedro I y a lo largo del siglo XVIII, los streltsí eran rebeldes al servicio de Sofía Alekséyevna en la lucha por el poder.

### Historiografía previa a la revolución
En los trabajos de los autores del primer cuarto del siglo XVIII hay un discurso muy negativo sobre los streltsí. Son representados como instrumentos de Sofía en la lucha por el poder. En la obra del barón Heinrich von Huyssen La revista del soberano Pedro I los streltsí son comparados con los pretorianos de la Antigua Roma y los jenízaros otomanos.
En las obras de Nikolái Karamzin hay una única mención negativa sobre los streltsí, que inició la tradición apologética de las acciones de Pedro I y la consideración negativa de los streltsí de Moscú. La línea "antistreltsí" fue desarrollada posteriormente por el historiador Mijaíl Pogodin en sus artículos sobre Pedro. Investigando la historia de los streltsí, Pogodin se muestra favorable a la glorificación de los logros del gobernante y la crítica a las reminiscencias de tiempos anteriores. El punto de vista de este historiador ejerció una gran influencia en la perspectiva sobre el asunto de Serguéi Soloviov.
El ejército de streltsí no fue objeto de una investigación seria hasta la aparición de la obra de Serguéi Soloviov Historia de Rusia desde los tiempos antiguos. El autor se posiciona también defendiendo la inevitabilidad y la necesidad de las reformas de Pedro I. Los streltsí aparecen únicamente como uno de los factores de la crisis política de Rusia en el momento, superada por el genio de Pedro I. El historiador presenta las acciones de los streltsí de forma humillante, siguiendo el relato de las fuentes, en especial del Dnevnika de Patrick Gordon.
Nikolái Ustriálov continúa esta tradición, condenando a los streltsí y asociándolos a las ambiciones de Sofía Alekséyevna.

### Historiografía soviética
El historiador soviético Mijaíl Pokrovski vinculaba la revuelta de los streltsí de 1698 a otros movimientos sociales de finales del siglo XVII en Rusia, afirmando que el descontento público estaba dirigido contra el peso del capital comercial. Siguiendo la tradición historiográfica soviética aceptada, contrapone las agitaciones públicas a la represión del régimen zarista sobre los streltsí. Para el historiador Víktor Bugánov, que investigaba los conflictos sociales de la segunda mitad del siglo XVII, el objetivo básico de los streltsí era regresar a Moscú con sus familias y mejorar su situación económica, y librarse de las excesivas cargas del servicio, las burlas, ofensas y humillaciones por parte de los poderosos y los comandantes
En la actualidad, los investigadores se centran en revisar el relato de las revueltas de los streltsí, así como el papel y la participación de los streltsí en la vida política del siglo XVII

## La revuelta en las artes y la literatura
- La ejecución de los streltsí tras su revuelta de 1698 fue representada por Vasili Súrikov en su famosa pintura La mañana de la ejecución de los streltsí, realizada en 1881.
- En 1883 se publicó la partitura de la ópera de Modest Músorgski, la Jovánschina, inspirada en la revuelta, con letra de Nikolái Rimski-Kórsakov.
- La pintura de Iliá Repin La gran duquesa Sofía en el convento de Novodévichi (1879) representa el encierro de Sofía Alekséyevna Románova en el monasterio tras la revuelta.
- Los acontecimientos de las revueltas de 1698 y 1682 fueron relatados en la novela Pedro I de Alekséi Tolstói y en El Juego de la Suerte de Rufin Gordin.
- Estos acontecimientos también aparcen en las películas En el inicio de los días gloriosos de Serguéi Guerásimov (1980) y en la teleserie norteamericana Pedro el Grande (1986).